# Fernande Decruck
Fernande Decruck (geboren als Jeanne Delphine Fernande Breilh) (25 december 1896 — 6 augustus 1954) was een Franse componiste van klassieke muziek. Zij componeerde meer dan veertig werken voor saxofoon. Het bekendste is haar sonate voor altsaxofoon, opgedragen aan Marcel Mule.

## Biografie
Ze werd geboren in 1896 in Gaillac, als dochter van een plaatselijke koopman. Ze begon haar pianostudie op achtjarige leeftijd en studeerde aan het conservatorium van Toulouse. In 1918 werd ze toegelaten tot het Parijse Conservatorium, waar ze orgel en compositie studeerde. Ze won prijzen voor harmonieleer, fuga, contrapuntische compositie en pianobegeleiding.
Haar studie orgelimprovisatie bracht haar naar de Verenigde Staten, waar ze deelnam aan een wedstrijd in New York. In de Verenigde Staten ontmoette ze haar toekomstige echtgenoot Maurice Decruck (1892–1966); klarinettist, saxofonist en contrabassist. Zij trouwden in 1924 en kregen twee kinderen, Jeannine Decruck (geboren februari 1925) en Michel Decruck (geboren maart 1926). In 1928 verhuisde ze met haar familie naar de Verenigde Staten.
In 1932 keerde Maurice Decruck terug naar Parijs en opende een uitgeverij, Les Editions de Paris, die de composities van Fernande Decruck zou publiceren. In 1933 keerde Fernande Decruck terug naar haar man in Parijs. Ze kregen een derde kind in deze stad, Alain (geboren in 1937). Ze begon lessen harmonieleer te geven aan het conservatorium van Toulouse. Tussen 1937 en 1942 woonde Fernande met haar kinderen in Toulouse, haar man woonde in Parijs. In deze periode bleef ze lesgeven, componeren en spelen. In 1942 ging ze naar Parijs en veel van haar werken gingen tussen 1943 en 1947 in première, waaronder haar sonate in Cis.
Fernande en Maurice Decruck scheidden in 1950 na enkele jaren apart van elkaar geleefd te hebben. Ze stierf aan een beroerte op 6 augustus 1954.

## Werken (selectie)

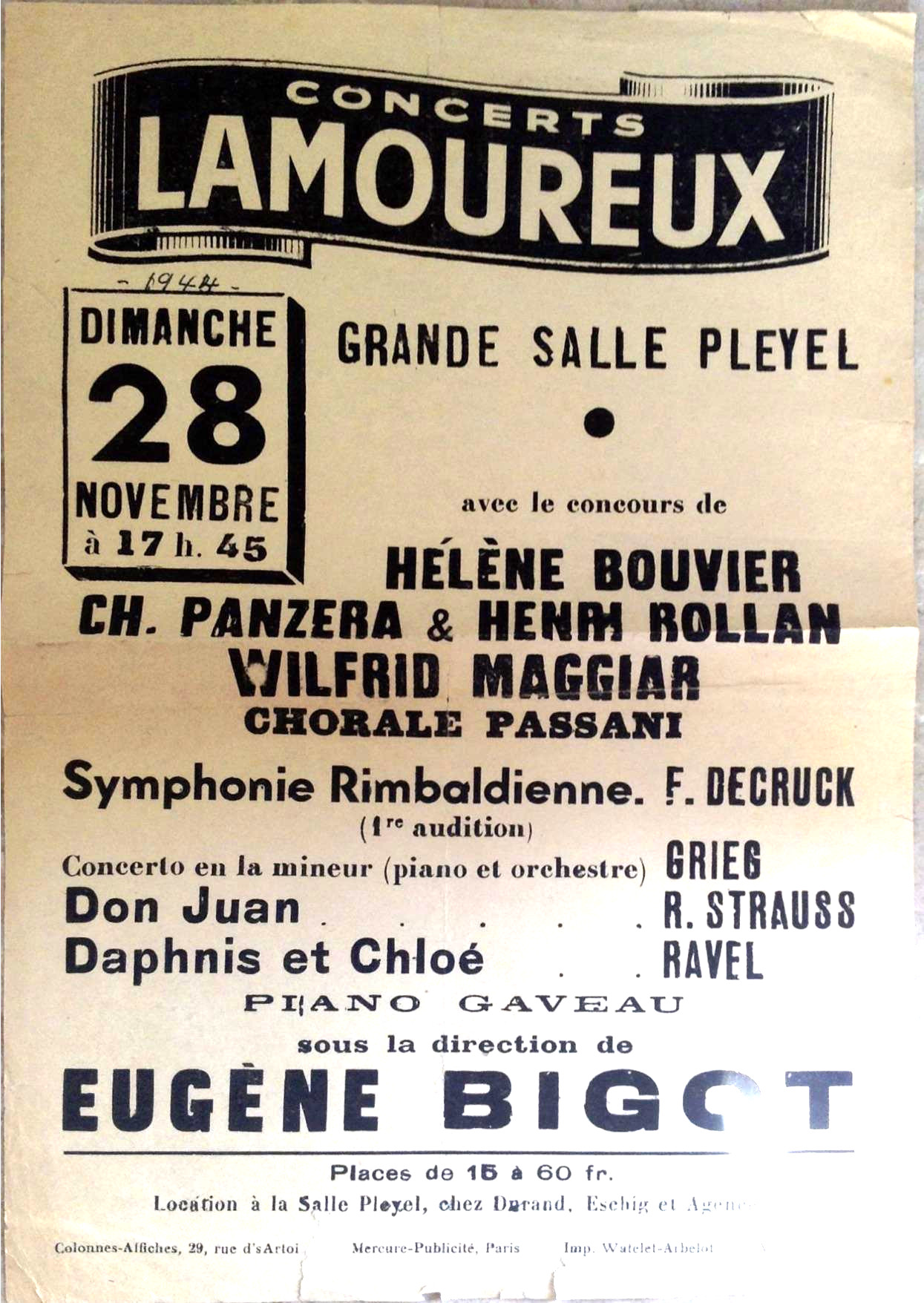
Poster voor de première van Symphonie Rimbaldienne

Het werk van Decruck is een samensmelting van verschillende stijlen, waaronder traditionele volksmuziek, barok en klassiek. Haar muziek wordt gezien als typisch Frans en is vaak doordrenkt met melancholie.
- Sonate in Cis voor altsaxofoon (of altviool) en orkest (1943)
- Pièces Françaises voor altsaxofoon en piano (1943)
- Danses autour du monde voor altsaxofoon en piano
- Muziek voor een trio van rietblazers[1]
- Symphonie Rimbaldienne (1944)

### Sonate in Cis voor altsaxofoon (of altviool) en orkest (1943)
De volledige titel zoals uitgegeven door Costallat is Sonate in Cis: voor altsaxofoon in Es of altviool met piano- of orkestbegeleiding. De sonate bestaat uit vier delen:
I. Très modéré, expressif

II. Noël

III. Fileuse

IV. Nocturne et Rondel
- Bibliothèque nationale de France: cb148368320 (data)
- CiNii: DA17615677
- Gemeinsame Normdatei: 140516107
- International Standard Name Identifier: 0000 0000 7690 8112
- Library of Congress Control Number: n97874394
- MusicBrainz: 7b39820b-2f68-4ce6-a1a0-efdc109fcb1f
- Nationale Bibliotheek van Tsjechië: mzk2013767853
- Nationale Bibliotheek van Israël: 987007405796105171
- Système universitaire de documentation: 188162488
- Virtual International Authority File: 12572160
- WorldCat: E39PBJycHMrPjQcB8PHVdGdfbd